# Rebatida simples
No beisebol, uma simples (single) é o tipo mais comum de rebatida, conseguido pelo ato do rebatedor chegar salvo à primeira base por acertar uma bola válida (assim tornando-se um corredor) e chegar à primeira base antes que um defensor o elimine. Como uma exceção, um batedor-corredor chegando salvo à primeira base não é creditado com uma simples quando um defensor interno tenta eliminar outro corredor num primeiro lance; este é um tipo de escolha do defensor. Também, um batedor-corredor chegando à primeira base numa jogada devido a um erro do defensor tentando eliminá-lo na primeira base ou a outro corredor (como uma escolha do defensor) não é creditado com uma simples.
Numa simples rebatida ao campo externo, quaisquer corredores na segunda ou terceira base normalmente anotam, e às vezes o corredor na primeira base é capaz de avançar à terceira. Dependendo da localização da rebatida, uma rápida recuperação do defensor externo pode prevenir tal avanço ou mesmo eliminar o corredor que avança.
Rebatedores que focam em rebater simples ao invés de duplas e home runs são muitas vezes chamados de “rebatedores de contato”.